# Ženska leta
Ženska leta je bil slovenski častni naziv in nagrada, ki ga je podeljevala revija Zarja na podlagi glasovanja bralcev, s katerim so počastili Slovenko, ki je posebej zaznamovala Slovenijo. 
Izbor je nadomestil izbor Slovenka leta v organizaciji revija Jana, ki je v tem obdobju prenehala izhajati. Nekaj mesecev za tem je ponovno obujena revija Jana sicer organizirala tudi izbor Slovenka leta.

## Seznam nominirank in prejemnic
| \| # \| Leto \| Nominiranke \| Ženska leta \| \| -- \| ---- \| ------------------------------------------------------------------------------------------------------------------------------------------------------------- \| --------------- \| \| 1. \| 2016 \| Jelena Aščić Ljerka Belak Joža Hodžar Barbara Jaki Božena Kolman Finžgar Eva Macun Veselka Pevec Jožica Rejec Ana Roš Svetlana Slapšak \| Eva Macun[1] \| \| 2. \| 2017 \| Mirela Čorić Darja Črnko Metoda Dodič Fikfak Mojca Zvezdana Drnovšek Ančka Gošnik Godec Lidija Hren Petra Matos Rožca Šonc Urška Vučak Markež Leonida Zalokar \| Mirela Čorić[2] \| \| 3. \| 2018 \| Alenka Artnik Sonja Bezjak Špela Čadež Anuška Delić Marjana Kamnik Polona Lah Anica Mikuš Kos Nuša Rustja Mateja Stare \| Polona Lah \| 1. 2. - Uradna spletna stran |      | |              |
| # | Leto | Nominiranke | Ženska leta  |
| 1. | 2016 | Jelena Aščić Ljerka Belak Joža Hodžar Barbara Jaki Božena Kolman Finžgar Eva Macun Veselka Pevec Jožica Rejec Ana Roš Svetlana Slapšak                        | Eva Macun    |
| 2. | 2017 | Mirela Čorić Darja Črnko Metoda Dodič Fikfak Mojca Zvezdana Drnovšek Ančka Gošnik Godec Lidija Hren Petra Matos Rožca Šonc Urška Vučak Markež Leonida Zalokar | Mirela Čorić |
| 3. | 2018 | Alenka Artnik Sonja Bezjak Špela Čadež Anuška Delić Marjana Kamnik Polona Lah Anica Mikuš Kos Nuša Rustja Mateja Stare                                        | Polona Lah   |